# Campionati mondiali di judo maschile 1956
I Campionati mondiali di judo 1956 si sono svolti al Kuramae Kokugikan di Tokyo (Giappone) il 3 maggio 1956. Questa è stata la prima edizione dei mondiali di judo, e si è disputata solo la categoria open maschile. Ai campionati erano presenti 21 nazioni per un totale di 31 atleti.

## Risultati

### Uomini
Di seguito i medagliati di questa edizione:
| Evento | Oro             | Argento              | Bronzo                       |
| Open   | Shokichi Natsui | Yoshihiko Yoshimatsu | Henri Courtine Anton Geesink |

### Medagliere
| Posizione | Paese       | Oro | Argento | Bronzo | Totale |
| --------- | ----------- | --- | ------- | ------ | ------ |
| 1         | Giappone    | 1   | 1       | 0      | 2      |
| 2         | Francia     | 0   | 0       | 1      | 1      |
| 2         | Paesi Bassi | 0   | 0       | 1      | 1      |